# Herradura (Formosa)
Herradura es una localidad argentina del departamento Laishí, en el sureste de la provincia de Formosa. Se halla en la margen derecha del río Paraguay, contando con concurridos balnearios sobre el mismo.

## Vías de comunicación
Se encuentra a unos 40 km de la capital provincial, recorriendo 30 km hacia el Sur por la Ruta Nacional 11 para tomar luego el desvío hacia el este (hacia el río Paraguay) por 10 km más. Al llegar al puente sobre el Riacho Salado se arriba a la localidad de Herradura, la primera en fundarse en la provincia, cuando aún era territorio del Gran Chaco; después de continuar 4000 metros más por una calle asfaltada se accede al camping municipal donde se encuentra la bajada de lanchas y el centro de servicios para quienes deciden conocer el lugar. El Riacho cruzado con anterioridad es el que alimenta a la laguna (o meandro) con las aguas de lluvia recogidas por éste desde los campos de la zona central de la provincia.
El lugar recibe el nombre por la forma de las aguas toman en torno.
Desde el año 2002, se realiza cada enero la Fiesta Internacional de Pesca de la Corvina de Río y que viste de fiesta a esta hermosa localidad con la presencia de pescadores de otras localidades formoseñas, del norte santafesino, de Corrientes, Chaco, sur de Brasil, Uruguay y Paraguay, y también congrega a miles de turistas que aprovechan los espectáculos con artistas de nivel local y nacional. Durante los días de la fiesta, el tránsito entre la Villa Turística y la capital es intenso, con un flujo constante de automóviles y turistas.

## Fauna y Flora
- Es un ámbito reconocido por la gran población de corvinas de río que ofrece a los seguidores de esta delicada pero combativa especie.

También habitan estas aguas surubíes atigrados, dorados, pacúes, manguruyúes, carpinchos, yacarés.
- Una exuberante vegetación compuesta entre otras especies por lapachos, timbóes, ceibos, guayacanes, suma su frescura a la de la laguna, a la vez que protege de los rayos del sol que en esta zona de Formosa caen en forma perpendicular haciendo del clima muy poco soportable para muchas gentes, sobre todo los de otras provincias.

## Historia
El 25 de Mayo es el cumpleaños de Herradura 1.763 - Misión del Santo Rosario y San Carlos del Timbó
La Misión del Santo Rosario y San Carlos del Timbó, fue una de las reducciones mediante las cuales los jesuitas trataron de prolongar hacia el norte del litoral chaqueño su labor misional iniciada en la jurisdicción de Santa Fe en la primera mitad del siglo XVIII.
Las autoridades de la Gobernación del Paraguay habían iniciado una guerra contra las aborígenes del Chaco, lo que obligó a los abipones a pedir la paz y el envío de misioneros para fundar una reducción. Ellos mismos eligieron el lugar; un paraje denominado "Timbó" situado a casi 10 leguas al norte del Bermejo, a una legua y media del río Paraguay y junto a una laguna llamada "La Herradura". Allí se levanta el actual y pintoresco pueblo formoseño de "Herradura".
El gobernador español del Paraguay, José Martínez Fontes, se comprometió a establecer la reducción en 1763. Para ello convocó a los vecinos de Asunción a Cabildo Abierto y los comprometió a contribuir con ganado vacuno, caballos, ovejas, yerba, herramientas y otros elementos para la nueva Reducción. Al mismo tiempo solicitó al Provincial de la Compañía de Jesús, padre Contucci, el envío de misioneros. El padre Provincial respondió afirmativamente, pero con la condición de que la manutención de los reducidos debía correr por cuenta de las autoridades civiles, los aborígenes debían quedar bajo protección real, no debían sujetarlos al trabajo en las encomiendas ni a la mita y su adopción del catolicismo debía ser libre.
Martínez Fontes aceptó estas condiciones (agosto de 1763) y de inmediato ordenó al capitán Fulgencio Yegros a trasladarse al sitio elegido con un grupo de soldados para edificar las primeras viviendas de la reducción. Además impuso a la misma el nombre de "Misión del Santo Rosario y San Carlos" para expresar su devoción a la virgen y, al mismo tiempo, ganarse los favores del rey Carlos III. Mientras tanto, llegaba a Asunción con gran beneplácito del gobernador el padre Martín Dobrizhoffer, elegido por el Provincial para dirigir la nueva re- ducción por su vasta experiencia misional y por sus conocimientos de la lengua y costumbres de los abipones.
Terminados los preparativos, la expedición fundadora desembarcó en la costa del río Paraguay el 24 de noviembre de 1763, cerca del sitio elegido para el nuevo poblado. La integraban el gobernador Martínez Fontes, el padre Dobrizhoffer, el prefecto Nardi y 400 soldados; todos distribuidos en tres embarca- ciónes. Comandaba la caballería don Fulgencio Yegros. Al comprobar la precariedad de las construcciones, el gobernador ordenó levantar una nueva edificación que tampoco resultó adecuada para el fin propuesto. Luego reunió a los caciques abipones y, de común acuerdo, designó Corregidor con bastón al cacique Guachichi, a Francisco Xavier como Maestre de Campo y a Machafrio como alcalde de Campo, encargado de cuidar el ganado. Hecho esto regresó con toda su comitiva a Asunción, previa celebración de una misa el día de Navidad.
Dobrizhoffer quedó solo al frente de la misión luego de la partida del Gobernador, pues el misionero designado para acompañarlo, padre Juan Díaz, no llegó a hacerse cargo por razones de salud. El misionero debió esforzarse por convencer a los aborígenes para que se acerquen a la reducción, lo que éstos hicieron sólo cuando comprobaron la partida de los paraguayos. San Carlos carecía de los elementos más indispensables para la vida humana; el ganado que proveía la estancia era escaso y las alimañas, la viruela y otras enfermedades hacían estragos entre los indios. El misionero debió reclamar insistentemente a las autoridades paraguayas, la provisión de elementos indispensables, pero sus pedidos tuvieron escaso o ningún eco. Recién en 1764 un piquete de soldados vino a levantar un real y la ranchería para los aborígenes.
Otra amenaza que debió soportar la reducción fue el continuo asedio de las tribus tobas y mocovíes del interior del Chaco, quienes llegaron a penetrar en el poblado. Sólo la serenidad y presencia de ánimo de Dobrizhoffer evitó que lo asesinaran y arrasaran la reducción. También el cacique Ychoalay de San Jerónimo, organizó una invasión contra San Carlos, pues responsabilizó a los indios de esta reducción del robo de caballos que les pertenecían. No obstante estos continuos sobresaltos, el misionero enseñó a los abipones a cultivar la tierra y logró algunos resultados promisorios, especialmente en el cultivo del tabaco. La mala calidad de las herramientas que le habían remitido y la escasez de semillas le impidió mayores progresos en este sentido.
Fueron tantas las penurias y padecimientos que debió soportar este insigne misionero de los abipones, que no tardó en pedir su reemplazo y su traslado a las misiones guaraníes a fin de restablecer su quebrantada salud. El padre Provincial agradeció a Dobrizhoffer por los enormes sacrificios realizados y por su obra entre los abipones. Los padres José Brigniel y Gerónimo Rejón, que lo reemplazaron, lograron algunos progresos, pese a que la ayuda prometida por el Cabildo de Asunción nunca se concretó. En septiembre de 1766 el padre Rejón infarmó que los indios se hallaban sujetos, asistían a la doctrina, acudían a las iglesias y entregaban a sus hijos para su enseñanza v bautismo.
Las tareas de labranza también continuaban progresando y en 1767 la población ascendía a 350 almas, según el padre José Jolis. La expulsión de la Compañía de Jesús puso punto final a esta labor evangelizadora.
Retirados los jesuitas, fue designado el padre Lorenzo de la Torre para continuar con el trabajo misional, con la ayuda de un destacamento de soldados. Pero la mayoría de los indígenas huyó de la reducción y cometió algunas tropelías en una estancia vecina. En 1768 el padre de la Torre se retiró a Asunción y los pocos abipones que quedaban fueron trasladados a la margen opuesta del Río Paraguay.
1895 - SEGUNDO CENSO NACIONAL
En el año 1895, bajo la presidencia de José Evaristo Uriburu, se realizó el segundo censo de población en la República Argentina. Herradura, ubicada en el departamento Cuarto del Territorio Nacional de Formosa, dependía de la Colonia Aquino. En la oportunidad son registradas diecinueve (19) personas, figurando las siguientes familias: Granada, Caballero, Patiño, Ibañez, Gamarra, Molina, Sena y Agüero. Estos ciudadanos eran de nacionalidad española (1), paraguaya (13) y argentina - de la provincia de Corrientes - (5).
En la actualidad, siguen viviendo en la localidad descendientes de Francisco Agüero, quien fuera censado en el año 1.895.

## Fiestas
- Herradura lleva por Santo Patrono a San José, Esposo de la Virgen María, por lo que cada año celebra las fiestas patronales el 19 de marzo con una nutrida procesión por las calles del pueblo encabezada por la imagen del Santo. Esta localidad es atendida espiritualmente por los Salesianos de Don Bosco desde la parroquia de María Auxiliadora de la capital provincial. Esto es así desde 1968, cuando el Padre Salesiano Luis Tiberi trajo el carisma de Don Bosco a estas tierras, erigiendo una improvisada capillita, a la cual siguió el hermoso Templo que hoy se encuentra en el corazón del barrio Don Bosco.

- Otra gran Fiesta popular de Herradura es el 25 de mayo, cuando se celebra el Aniversario de Fundación. Como históricamente no existen datos exactos sobre los inicios del pueblo, se determinó por Decreto de la Intendencia como fecha de fundación el 25 de mayo de 1899, pero a sabiendas de que sus orígenes se remontan a muchos siglos antes, con la fundación de la Misión Jesuítica en inmediaciones del lugar en el que hoy se enclava la ciudad.

Cada año es festajado el cumpleaños de la Patria junto con el del pueblo con un tradicional desfile cívico-militar, destrezas gauchas, festivales folklóricos, almuerzo popular y otros entretenimientos.
- Cada 21 de septiembre, los estudiantes de toda la provincia se acercan a los diferentes Cámpines de la costa de la laguna para celebrar la Estudiantina. Desde hace más de 20 años, éste es el lugar obligado de encuentro de los jóvenes para recibir a la primavera y festejar el día del Estudiante.

- La última semana de enero se lleva a cabo desde el año 2001, la «Fiesta Internacional de Pesca de la Corvina de Río», que atrae a miles de turistas. Cuenta con el apoyo del gobierno provincial a través del Ministerio de Turismo de la provincia. La actividad principal del evento es el concurso de pesca de la corvina de río contando con tres diferentes categorías. Además del concurso hay una variada oferta recreativa, cultural y artística que cuenta con la participación de artistas consagrados tales como El Chaqueño Palavecino, Los de Imaguaré, Mario Boffil, Pimpinela y Valeria Lynch,Vicentico entre otros. El evento cuenta con la concurrencia de turistas no solo del ámbito local y nacional sino también de diferentes países vecinos tales como Paraguay, Brasil, Uruguay y Chile.[1]

## Cámpines
- AME
- CEP
- Chuqi Cué
- UPCN

## Población
Cuenta con 2660 habitantes (Indec, 2010), lo que representa un incremento del 14% frente a los 2333 habitantes (Indec, 2001) del censo anterior.
| Gráfica de evolución demográfica de Herradura entre 1991 y 2010 |
|                                                                 |
| Fuente: censos nacionales del INDEC                             |